# Проєкт (Варшава)
Про́єкт Варшава (пол. Projekt Warszawa), більше відомий як «Варшавська Політехніка» (пол. AZS Politechnika Warszawska) — польський волейбольний клуб із міста Варшави, який виступає в польській Плюс лізі. Четвертий польський клуб, що виграв євротурнір — Кубок виклику ЄКВ (2024).
Честь клубу свого часу захищали кілька українських гравців. 
Є клубом-партнером українського СК «Епіцентр-Подоляни».

## Назви
Клуб мав різні назви, що пов'язано з наявністю назв титульних спонсорів. Зокрема,
- J.W. Construction OSRAM AZS Politechnika Warszawska (2006—2009)[2]
- Neckermann AZS Politechnika Warszawska (2009—2010)
- АЗС Варшавська Політехніка (AZS Politechnika Warszawska)
- ONICO AZS Politechnika Warszawska (2016—2017)
- ONICO Warszawa (іноді Onico Warszawa)
- Verva Warszawa Orlen Paliwa (VERVA Warszawa ORLEN Paliwa[3])
- Projekt Warszawa

## Історія
У першому матчі групового турніру Ліги чемпіонів ЄКВ 2021–2022, маючи кадрові складнощі (не брали участи Душан Петкович, Джей Бланкено, Якуб Ковальчик, Януш Ґалонзка), поступився в гостях московському «Динамо» 2:3, хоча вів 2:0.
27 лютого 2024 року, здолавши у другій фінальній грі Кубка виклику ЄКВ італійський «Веро Воллей» (Монца) на його майданчику в «Арені ді Монца» з рахунком 3—1, «Проєкт» став четвертим польським клубом, що виграв єврокубок.

## Поточний склад

### Гравці
Сезон 2024/2025 
| №  | Ім'я, прізвище     | Дата народження | Позиція               |
| -- | ------------------ | --------------- | --------------------- |
| 1  | Якуб Ковальчик     | 26.06.1986      | Центральний блокуючий |
| 4  | Якуб Кохановський  | 17.04.1997      | Центральний блокуючий |
| 5  | Ян Фірлей          | 26.09.1996      | Зв'язуючий            |
| 6  | Тобіас Бранд       | 09.07.1998      | Догравальник          |
| 7  | Кевін Тіллі        | 02.11.1990      | Догравальник          |
| 8  | Анджей Врона       | 27.12.1988      | Центральний блокуючий |
| 9  | Бартоломей Болондз | 28.09.1994      | Діагональний          |
| 10 | Юрій Семенюк       | 12.05.1994      | Центральний блокуючий |
| 12 | Артур Шальпук      | 20.03.1995      | Догравальник          |
| 16 | Єнджей Грущинський | 13.11.1997      | Ліберо                |
| 18 | Дам'ян Войташек    | 07.09.1988      | Ліберо                |
| 20 | Лінус Вебер        | 01.11.1999      | Діагональний          |
| 22 | Кароль Борковський | 01.01.1998      | Догравальник          |
| 85 | Міхал Козловський  | 16.02.1985      | Зв'язуючий            |

## Досягнення

### Національнні турніри
Плюс Ліга:
- Срібний призер (2): 2018/2019, 2019/2020.
- Бронзовий призер (2):  2020/2021, 2023/2024.

Суперкубок Польщі:
- Фіналіст (1): 2016/2017.

### Континентальні кубки
Кубок виклику ЄКВ:
- Володар (1): 2023/2024.
- Фіналіст (1): 2011/2012.

## Колишні гравці
- Олександр Стаценко
- Антуан Брізар
- Юрій Гладир
- Бартош Курек
- Пйотр Новаковський
- Сречко Лисинаць
- Міхал Куб'як
- Мацей Музай

Докладніше: Категорія:Волейболісти «Варшавської Політехніки»

## Тренери
- Кшиштоф Фельчак (2003-2006)
- Іренеуш Мазур (2008-2009)
- Радослав Панас (2009-2012)
- Якуб Беднарук (2012-2017)
- Стефан Антіґа (2017-2019)
- Андреа Анастазі (2019-2022)
- Пйотр Ґрабан (2022-)